# Isabella Blake-Thomas
Isabella Blake-Thomas est une actrice britannique née le 21 septembre 2002 à Wandsworth en Angleterre.

## Filmographie

### Cinéma
- 2011 : Johnny English, le retour : Izzie
- 2011 : Little Glory : Julie
- 2012 : Les Cinq Légendes : la jeune anglaise
- 2013 : Let Me Survive : Emily
- 2014 : We Are Monster : la jeune fille
- 2015 : Toxin: 700 Days Left on Earth : Sarah jeune
- 2016 : The Blimp Trap : Billy Campbell
- 2016 : Trust, Prey, Hope : Tiffany Hope
- 2016 : Jean : Jean Sporkin
- 2017 : Kepler's Dream : Ella
- 2018 : Community Service : Felicity Tillman
- 2018 : Pretty Outrageous : Poppy
- 2018 : Maybe I'm Fine : Sam
- 2018 : The League of Legend Keepers: Shadows : Sophie
- 2018 : Sand Angels : Esperanza
- 2022 : Jelly Jamm: le film : Rita (Doublage britannique)

### Télévision
- 2008 : The Green Balloon Club : Lily-Rose
- 2009 : Enid : l’enfant à la fête
- 2010 : Just William : Violet-Elizabeth Bott (2 épisodes)
- 2011 : Red Faction: Origins : Lyra jeune
- 2011 : The AXI: Avengers of eXtreme Illusions : Sarah jeune (1 épisode)
- 2011 : Jelly Jamm : Rita
- 2012 : Doctors : Ellie Wickens (1 épisode)
- 2012 : Mr. Stink : Annabelle
- 2013 : Inspecteur Barnaby : Holly (1 épisode)
- 2013 : Dancing on the Edge : Emily (2 épisodes)
- 2013 : What's the Big Idea? : Lily
- 2013 : Doctor Who : la petite fille qui lit une bande dessinée (1 épisode)
- 2013 : The White Queen : la jeune fille (1 épisode)
- 2014 : The Smoke : Nieve (1 épisode)
- 2014 : Da Vinci's Demons : Beatrice (2 épisodes)
- 2014 : Work in Progress : Madison Sterling (1 épisode)
- 2015 : Married : Harper (2 épisodes)
- 2016 : Game Shakers : Peggy (1 épisode)
- 2016 : Shameless : l'adolescente enceinte (2 épisodes)
- 2016-2017 : Once Upon a Time : Zelena jeune (2 épisodes)